# Колотій Олександр Ілліч
Олександр Ілліч Колотій   (нар. 20 вересня 1920  СРСР- пом. 25 вересня 1982 Москва СРСР) — радянський військовик, Генерал-майор.

## Життєпис
Народився 20 вересня 1920 року в селі Яминська Омської губернії (зараз село Яминка у Чистоозерному районі Новосибірської області Російської Федерації).
З 1937 року курсант Харківського бронетанкового училища, у 1939 році командир навчального взводу окремого розвідувального батальйону мотострілецької дивізії.
З жовтня 1941 року учасник німецько-радянської війни на Західному, 4-му Українському і 3-му Білоруському фронтах на посадах заступника командира і командира розвідувального батальйону, помічника начальника оперативного відділу штабу мотострілецької дивізії.
З серпня 1945 року по жовтень 1949 року слухач командного факультету Військової академії бронетанкових і моторизованих військ Радянської Армії. Потім начальник курсу командного факультету Військової академії, командир полку важкої танкосамоходної механізованої дивізії, заступник командира танкової дивізії і командира мотострілецької дивізії.
З 1959 року по 1961 рік слухач основного факультету Військової академії Генерального штабу. У липні 1961 року призначений командиром 46-ї ракетної дивізії (м. Первомайськ).
З 23 листопада 1962 року по 22 травня 1965 року командир 9-го окремого ракетного корпусу (Хабаровськ). 
У травні 1965 року А. І. Колотій призначений заступником начальника бойовий підготовки Ракетних військ. 1976 року звільнений в запас. 
Жив у Москві. 
Помер 25 вересня 1982 року. Похоронений на Донському кладбищі в Москві.

## Нагороди
- Орден Червоного Прапора.
- Орден Трудового Червоного Прапора.
- Орден Червоної Зірки (тричі).
- Орден «За службу Батьківщині в Збройних Силах СРСР» 3-го ступеня.
- Медалі: «За бойові заслуги», «За оборону Москви», «За перемогу над Німеччиною» та іншими.